# Myristicin
Myristicin er en naturligt forkommende organisk forbindelse som findes i store mængder i muskatnøddens æteriske olie, samt i andre urter som f.eks. persilleblade og dild. Myristicin dræber insekter og mider, og har neurotoksisk effekt.
Det er et hallucinogen ved doser som er højere end dem der normalt benyttes i madlavning.

## Brug
Forgiftninger med myristicin eller muskatnøddeolie ligner ikke effekterne af MDMA, MMDA eller psykedeliske stoffer. Myristicin kan dog kemisk omdannes til MMDA. Effekterne varierer, men er rapporteret som en tilstand imellem at være vågen og drømme. Desuden giver myristicin ofte kvalme.
Udover den lettere bedøvende effekt kan myristicin også fremkalde hallucinationer. Den dosis der kræves varierer fra person til person, men den gennemsnitlige dosis der kræves for at opnå disse effekter svarer til 15-25 g friskrevet muskatnød. Dette afhænger dog af den enkelte nød.